# 70号美国国道
70号美国国道（英語：U.S. Route 70）是一条东西方向的美国国道。该公路连接了亚利桑那州格洛布和北卡罗来纳州加特利縣，全长2,385英里。